# Megeremaeus expansus
Megeremaeus expansus är en kvalsterart som beskrevs av Aoki och K. Fujikawa 1971. Megeremaeus expansus ingår i släktet Megeremaeus och familjen Megeremaeidae. Inga underarter finns listade i Catalogue of Life.